# Rabi-Kounga
Rabi-Kounga est le principal gisement pétrolier du Gabon. Découvert en 1985 dans la partie onshore du bassin de l'Ogooué, il a produit jusque 250 kbbl/j (maximum en 1997), mais la production a décliné très brusquement, surprenant l'opérateur Shell - la production fut pratiquement divisée par quatre de 1997 à 2004. Le gisement a déjà produit 800 Mbbl, l'opérateur compte en extraire encore au moins 100 grâce à de nouveaux puits. 
Le déclin de Rabi-Kounga a entrainé à la baisse la production totale du pays, les nouveaux gisements, trop petits, ne suffisant pas à compenser. Les partenaires de Shell pour ce gisement sont Total et Hess.  